# Gouvernement national (Norvège)
Pour les articles homonymes, voir Gouvernement national.
1942–1945
Entités précédentes :
- Reichskommissariat Norwegen

Entités suivantes :
- Royaume de Norvège

Le Gouvernement national (Nasjonale regjering) était le nom utilisé par le gouvernement collaborateur dirigé par Vidkun Quisling de 1942 à 1945, durant l'occupation de la Norvège par l'Allemagne nazie, pendant la Seconde Guerre mondiale.

## Première tentative de mise en place
Le 9 avril 1940, jour de l'invasion allemande, Vidkun Quisling, chef du parti d'extrême droite Nasjonal Samling, tenta un coup d'État en prononçant à la radio un discours où il se proclamait chef du gouvernement. Il échoua cependant à prendre le contrôle des forces de police d'Oslo, comme à faire arrêter le chef du gouvernement Johan Nygaardsvold, ses ordres en ce sens étant ignorés.
De son côté, le roi Haakon VII refusa de capituler, comme de nommer Quisling chef du gouvernement. La forte résistance norvégienne, et l'absence de soutien populaire pour Quisling, poussèrent finalement les Allemands à abandonner provisoirement cette option ; des membres de la Cour suprême norvégienne formèrent le 15 avril un Conseil administratif (Administrasjonsrådet), qui assura la permanence d'une administration norvégienne. Le 25 avril, Josef Terboven prit ses fonctions en tant que Reichskommissar de la Norvège. La déchéance du roi et du cabinet Nygaardsvold fut proclamée : la monarchie norvégienne ne fut cependant pas abolie, mais déclarée « suspendue ». Le Conseil administratif tenta de s'opposer aux manœuvres de Quisling, mais les initiatives de cette administration norvégienne n'eurent pas l'assentiment du gouvernement en exil : les autorités allemandes décrétèrent la dissolution du conseil le 25 septembre 1940. Terboven forma ensuite un cabinet de onze kommissariske statsråder (conseillers d'État provisoires) issus du Nasjonal Samling pour l'aider à gouverner le pays ; cet organisme ne constituait pas un véritable gouvernement mais devait préparer le terrain pour la constitution d'un régime norvégien collaborateur. Quisling fut nommé à la tête des conseillers d'État, lesquels durent lui prêter un serment de fidélité. Le 25 septembre 1941, les conseillers d'État reçurent officiellement le titre de « ministres ».

## Création officielle

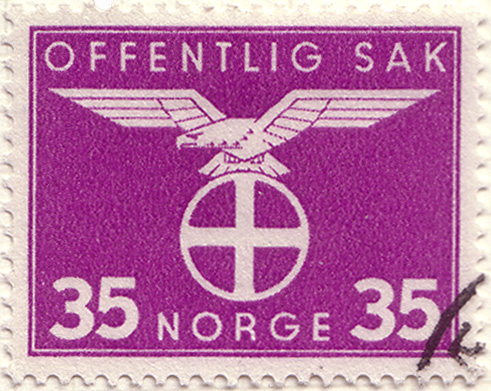
Timbre du service postal d'État.

En 1942, afin de donner à leur occupation une apparence de légitimité, les Allemands mirent finalement sur pied un gouvernement collaborateur norvégien, dirigé par Quisling. Ce dernier prit ses fonctions le 1er février 1942, et proclama un « Gouvernement national » (Nasjonale regjering). Le sceau de la Norvège, Haakon VII Norges konge (Haakon VII roi de Norvège) fut rebaptisé Sceau de l'État norvégien (Norges rikes segl) pour éviter toute référence à la monarchie,. Vidkun Quisling, dans la proclamation officielle de son gouvernement, continua de se référer à la Constitution de 1814, qui n'avait pas été officiellement suspendue, et s'arrogea l'autorité du roi et du Parlement norvégien, ne fournissant cependant pas de précisions sur la nature exacte de son régime.
Quisling prit le titre officiel de ministre-président (Ministerpresident), par opposition à celui de ministre d'État porté d'ordinaire par le chef du gouvernement norvégien. Jonas Lie, chef de la SS norvégienne, détenait le ministère de la Police. Gulbrand Lunde était ministre de l'Information et de la Propagande et le chanteur d'opéra Albert Viljam Hagelin, ministre des Affaires intérieures. Le Nasjonal Samling fut officiellement proclamé parti unique le 12 mars 1942. Durant toute la durée de son existence, le Gouvernement national demeura surbordonné au Reichskommissariat Norwegen dirigé par Josef Terboven.
L'un des premiers actes officiels du Gouvernement national fut de restaurer l'interdiction faite aux Juifs de pénétrer sur le sol norvégien, interdiction qui avait précédemment été en vigueur entre 1814 et 1851.
Le gouvernement de Quisling reçut très peu de soutien de la part de la population norvégienne, qui lui reprochait autant de violer la constitution et les traditions politiques du pays, que la tentative de coup d'État de 1940. L'exécution expresse de Gunnar Eilifsen pour insubordination le 16 août 1943 suscita une certaine agitation à travers la Norvège, et jusque dans les rangs du gouvernement. Le régime fut largement considéré comme un gouvernement fantoche, le nom de Quisling étant, dans plusieurs langues, utilisé comme une insulte synonyme de trahison et de collaboration avec l'ennemi.

## Position dans l'Europe occupée
L'autorité de fait continua d'être assumée en Norvège par Josef Terboven, dont l'administration militaire resta en place jusqu'en mai 1945. Vidkun Quisling, désirant obtenir son indépendance politique, réclama à plusieurs reprises à Adolf Hitler le limogeage de Terboven, sans succès. Durant l'occupation, la Norvège ne disposait pas de forces armées qui en auraient fait un co-belligérant de l'Axe.
Souhaitant faire de la Norvège un partenaire majeur de l'Allemagne nazie tout en garantissant l'indépendance du pays, Quisling envisageait de signer le pacte anti-Komintern et de créer une Légion norvégienne destinée à combattre aux côtés des troupes de l'Axe. Quisling émit également le projet d'une union économique européenne sous la conduite allemande, aboutissant à la création d'un marché commun avec monnaie unique. Hitler ne donna pas suite à ses idées, ne souhaitant pas conclure d'accords permanents avant la fin de la guerre ; il promit néanmoins à Quisling de garantir à l'avenir l'indépendance de la Norvège. Cette promesse de Hitler constitue le seul exemple connu d'un tel engagement envers le gouvernement d'un pays occupé.
Par ailleurs, des documents issus des archives nationales norvégiennes, publiés en 2010 à l'occasion du 70e anniversaire de l'invasion de la Norvège, ont établi que le gouvernement collaborationniste cherchait à établir des colonies norvégiennes en Union soviétique. Ce projet n'eut pas de suite.

## Dissolution
Le gouvernement cessa d'exister avec la capitulation de l'Allemagne nazie le 8 mai 1945. Josef Terboven se suicida le jour même. Vidkun Quisling fut arrêté le lendemain, et les collaborateurs norvégiens soumis après la libération à une épuration légale.

## Composition du gouvernement Quisling
- Vidkun Quisling, ministre-président
- Kjeld Stub Irgens (en), ministre de la Marine
- Ragnar Skancke, ministre de l'Éducation et de l'Église
- Albert Viljam Hagelin, ministre des Affaires intérieures
- Jonas Lie, ministre de la Police
- Sverre Riisnæs, ministre de la Justice
- Thorstein Fretheim, ministre de l'Agriculture
- Gulbrand Lunde, ministre de la Culture
- Axel Heiberg Stang (en), ministre des Sports
- Tormod Hustad, ministre du Travail
- Johan Andreas Lippestad (en), ministre des Affaires sociales
- Eivind Blehr, ministre du Commerce et de l'Industrie
- Frederik Prytz, ministre des Finances
- Alf Whist, ministre sans portefeuille, chargé de l'approvisionnement et de l'effort de guerre industriel